# Ла-Кортинада
Ла-Кортинада (кат. La Cortinada) — деревня в Андорре, на территории общины Ордино. Расположена в северо-западной части страны.
Основной достопримечательностью деревни является церковь Сант-Марти-де-ла-Кортинада, построенная изначально в XI—XII веках и перестроенная в XVII столетии.
Население деревни по данным на 2014 год составляет 808 человек.
Динамика численности населения:
| 2007 | 2008 | 2009 | 2010 | 2011 | 2012 | 2013 | 2014 |
| ---- | ---- | ---- | ---- | ---- | ---- | ---- | ---- |
| 638  | 701  | 739  | 785  | 755  | 743  | 777  | 808  |